# Feng Xiliang
Feng Xiliang, auch: C. L. Feng (* 1920; † 30. Januar 2006 in Peking) war ein chinesischer Journalist.

## Leben
Feng graduierte 1943 an der St. John’s University in Shanghai und machte 1948 seinen Master-Abschluss in Journalismus an der University of Missouri. Er studierte anschließend noch Grafikdesign an der New Yorker Columbia University. Zur Zeit der kommunistischen Revolution in China im Jahre 1949 kehrte er in seine Heimat zurück und arbeitete für englischsprachige Regierungszeitungen und -magazine, wie 1950 bis 1952 als Redakteur für die Weltnachrichten bei der Beijing International News Agency, als Herausgeber von People’s China, als stellvertretender Chefredakteur des Wochenmagazins Beijing Review (1958 bis 1978).
1981 war er Mitbegründer der chinesischen Zeitung China Daily, des englischsprachigen Nachrichtenblattes der Kommunistischen Partei Chinas. Feng war geschäftsführender Herausgeber und von 1984 bis 1987 Chefredakteur der China Daily, davor stellvertretender Chefredakteur von 1981 bis 1984.
1987 ging Feng in den Ruhestand. Er war aber weiterhin als Aufsichtsratsvorsitzender der „China Daily Distribution Corporation (FARA)“ mit Sitz in New York tätig sowie beim Nachrichtenblatt „Window“ in Hongkong. Feng war seit 1986 Mitglied des nationalen Komitees des Politische Konsultativkonferenz des chinesischen Volkes („Chinese People's Political Consultative Conference“ (CPPCC)).
1984 wurde Feng mit der Ehrenmedaille für seine hervorragenden journalistischen Leistungen von der Missouri School of Journalism der University of Missouri ausgezeichnet.